# Bode-Nunatakker
Die Bode-Nunatakker sind zwei zum Teil verschneite Nunatakker im ostantarktischen Prinzessin-Elisabeth-Land. In den Grove Mountains liegen sie 40 km nördlich des Mount Harding.
Kartiert wurden die Nunatakker anhand von Luftaufnahmen, die zwischen 1956 und 1960 im Rahmen der Australian National Antarctic Research Expeditions entstanden. Das Antarctic Names Committee of Australia (ANCA) benannte sie am 29. Juli 1965 nach Ortwin Bode, Wetterbeobachter auf der Mawson-Station im Jahr 1962.